# Вологда (аэропорт)
Вологда — аэропорт одноимённого города. Находится в 10 км севернее центра города по Архангельскому шоссе. Имеет статус аэропорта федерального значения.
Аэродром принимает самолёты Ан-2, Ан-24, Ан-26, Ан-28, Ан-30, Ан-74, Як-40 и все более лёгкие, а также вертолёты всех типов. Основная ВПП аэродрома рассчитана на максимальный взлётный вес воздушных судов 50 тонн. Оператором аэропорта и единственной авиакомпанией, выполняющей пассажирские рейсы, является АО «Вологодское авиационное предприятие».

## История

### На заре авиации
Первым вологодским аэродромом можно назвать склон холма деревни Котельниково (пос. Можайское) в 10 км от Вологды на Пошехонском шоссе. В 1862 году Александр Фёдорович Можайский в имении своей жены обдумывал конструкции первых летательных аппаратов.

### 1918—1953
В годы гражданской войны аэродром находился рядом с Ковырино. Теперь это территория Вологодского вагоноремонтного завода, примыкающая к станции Вологда 2. В 1918—1919 годах здесь производилась сборка самолётов типа «Фарман».

сборка самолётов «Фарман»

Первые пассажирские самолёты появились в Вологде в 1931 году. Газета «Красный Север»: «Первого сентября открывается воздушная линия Москва — Ярославль — Вологда — Архангельск», в которой указывается, что в текущем году целая сеть воздушных линий должна прорезать небо нашего Северного края, а за селом Прилуки проведён общегородской субботник по оборудованию аэродрома для приёма самолётов с 01.09.1931 г. по воздушной линии Москва — Ярославль — Вологда — Архангельск.
Регулярное авиационное сообщение из Вологды было организовано в 1932 году. 

Самолёты По-2, переданные из Череповца связали центр с восточными районами вновь образованной Вологодской области.
В марте 1941 года авиаподразделение из Череповца полностью перебазировалось в Вологду. Командиром отряда был назначен Пётр Петрович Савин. К началу Великой Отечественной войны подразделения насчитывали 25 самолётов: По-2, С-1, Як-6.
К 1948 году в подразделении было 20 самолётов По-2.
В 1953 году в авиаотряд поступил на эксплуатацию самолёт Ан-2, в 1955 году — Як-12, в 1958 году — вертолёт Ми-1.

### 1953—1978

Ли 2 в небе над Вологдой

Авиаотряд с 1952 г. по 1963 г. получил название «71 объединённый авиаотряд СТУ ГВФ». С 1963 по 1991 годы авиаотряд именовался «Вологодским объединённым авиаотрядом», а с 1991 г. — «Вологодским авиационным предприятием».
С 1964 по 1973 годы в Вологде работали Ли-2. Первый Ли-2 с № 51138.
Были построены ВПП с искусственным покрытием в Вологде (1968 г.), В. Устюге (1973 г.), Никольске (1975 г.), Вытегре, Кич.-Городке (1981 г.), Тарноге (1981 г.). 21 июля 1978 г. аэропорт Вологда перебазировался на вновь построенный аэродромный комплекс.

Здание старого аэровокзала в Прилуках

Пассажирские и грузовые потоки были огромными. Старый аэровокзал был всегда переполнен пассажирами. В основном, конечно, это были сельские жители, которые возили даже домашних животных с рынка. С большой интенсивностью связаны и все происшествия в небе над старым аэродромом. Было несколько катастроф с участием Ан-2, которые просто из-за несогласованности врезались друг в друга в воздухе.
Самолёты из Вологды летали во все райцентры области и в отдалённые деревни. По стране были организованы рейсы в Москву, Ленинград, Ригу, Мурманск, Архангельск, Курск, Симферополь, Киров, Сыктывкар.
Старый аэропорт просуществовал до 21 июля 1978 года. Территорию заняли военные, а сейчас на месте аэропорта склады.
На месте аэропорта можно увидеть остатки сооружений и несколько элементов лётного поля.

### Новый аэропорт
Новый аэропорт Вологды (неофициальное название — Заречье) открылся 21 июля 1978 года. Здание аэровокзала открыли в 1981 году. В Вологодском авиапредприятии эксплуатируются самолёты Як-40, вертолёты Ми-8.

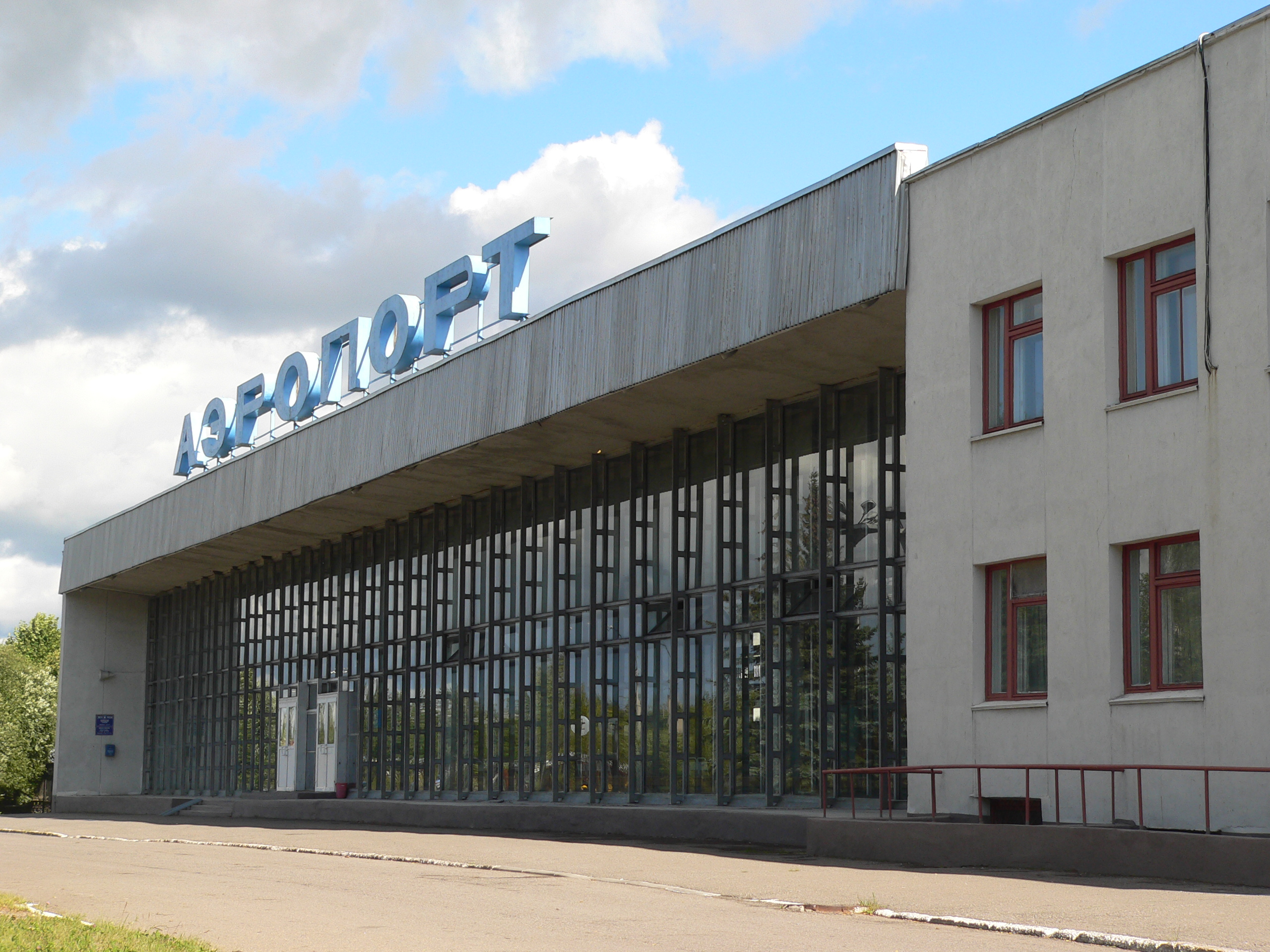
Здание аэровокзала
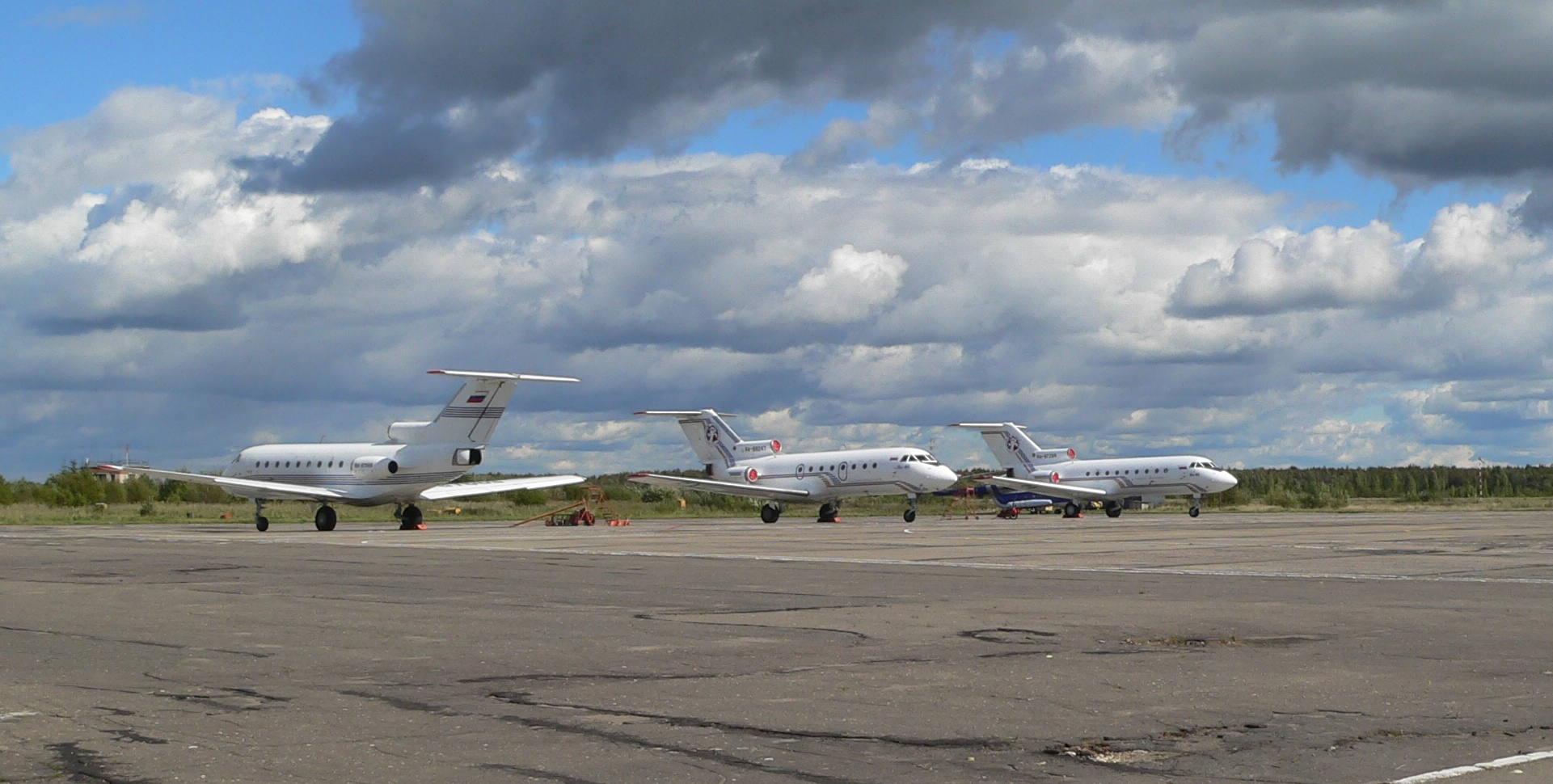
Самолёты Як-40
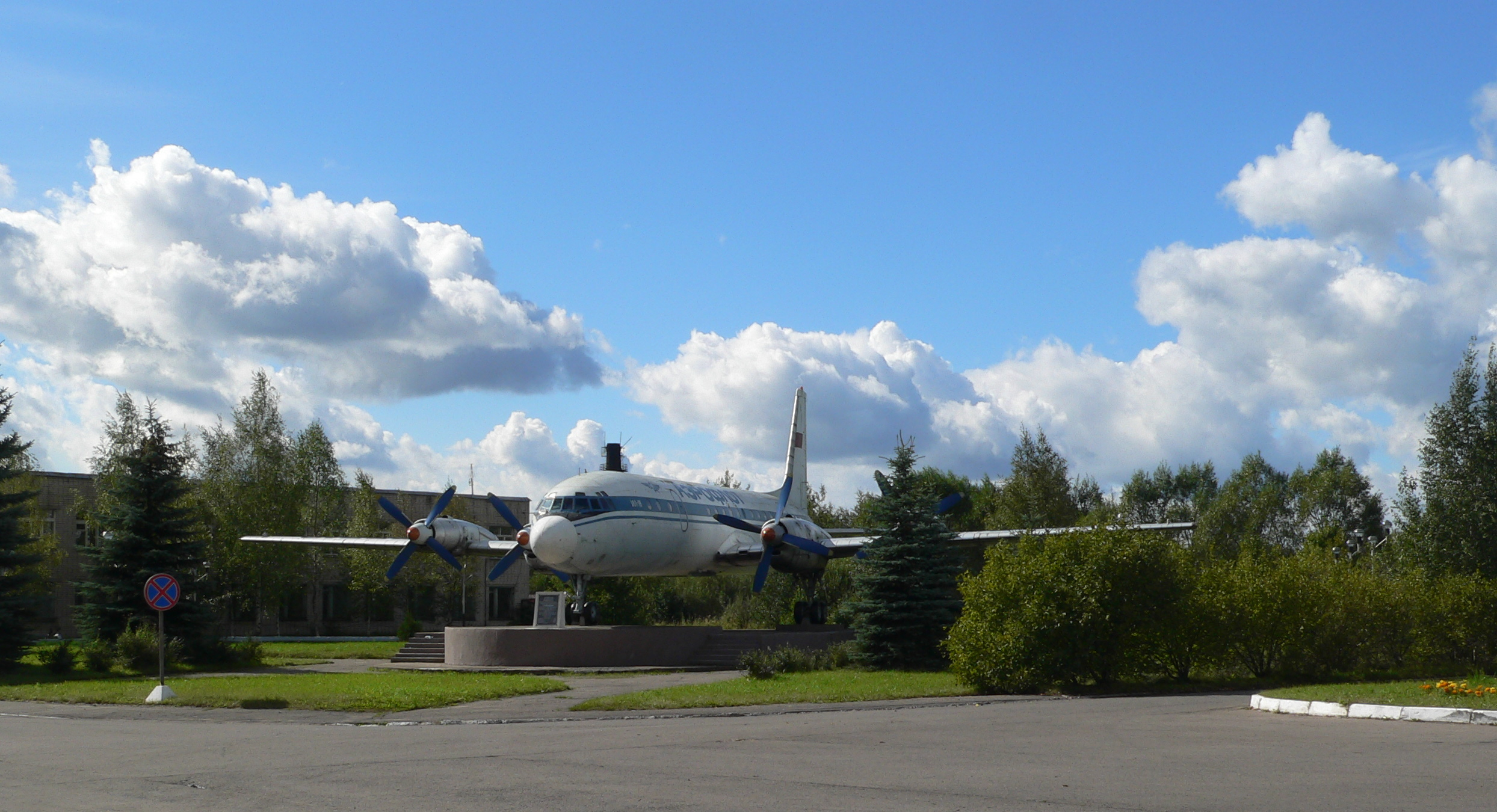
Памятник Ил-18

## Показатели деятельности
| год        | 2014 | 2015 | 2016 | 2017 | 2018 | 2019 | 2020 |
| пассажиров | 8169 | 9322 | 6207 | 5315 |      | 9527 | 7582 |
| Источники: |      |      |      |      |      |      |      |

## Маршрутная сеть
По состоянию на август 2023 года из аэропорта выполняются следующие регулярные рейсы:

## Текущее состояние
В начале 2000-х годов на самолётах Як-40 осуществлялось регулярное пассажирское сообщение с Москвой, в летний период — с Кичменгским Городком и Великим Устюгом.
С 1 июля 2012 года были прекращены регулярные рейсы из аэропорта Вологда.
C 12 августа 2013 года аэропорт Вологда начал обслуживание регулярных рейсов из Санкт-Петербурга на самолётах Ан-24 ОАО «Псковавиа». По состоянию на 2013 год ОАО «Вологодское авиационное предприятие» эксплуатирует вертолёты Ми-8, задействованные на работы по поиску и спасанию, санитарной авиации, лесопатрулированию и для обслуживания газо- и нефтепроводов. Также аэропорт принимает и отправляет чартерные рейсы, оказывает услуги по техническому обслуживанию самолетов Як-40 и Ан-28, вертолётов Ми-2 и Ми-8.
C 1 июня 2014 года было восстановлено авиасообщение между Вологдой и Москвой. Рейсы выполняются на самолётах Як-40, их в парке «Вологодское авиационное предприятие» три. Они находятся в состоянии лётной годности до 2023 года.
С 27 декабря 2022 года после десятилетнего перерыва был восстановлен внутриобластной рейс Вологда — Великий Устюг (располагается в 450 км к северо-востоку от Вологды).

## Происшествия
16 ноября 1979 года самолёт Як-40, следовавший из Великого Устюга в Вологду, столкнулся с деревьями и потерял управление вблизи аэропорта Вологда. Причиной катастрофы стали ошибки служб УВД и экипажа. Погибли 3 человека.
28 мая 2014 года воздушное судно бизнес-джета Cessna 525 CitationJet CJ2 в результате Ошибки экипажа в пилотировании (недостаточный учет ветра, позднее выравнивание, неэффективное использование тормозов и реверса), а также неудовлетворительная организация полетов эксплуатантом воздушное судно выкатилось за пределы ВПП (Воздушно-посадочной полосы)

## Транспортное сообщение с Вологдой
До аэропорта можно добраться на автобусе № 36, курсирующем от Архангельской (5 микрорайон) через центр.

## Ближайшие аэропорты в других городах
- Череповец (117 км)
- Староселье (Рыбинск) (144 км)
- Кострома (177 км)
- Туношна (Ярославль) (192 км)
- Кинешма (241 км)